# Edmondo Rossoni

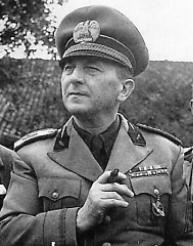
Edmondo Rossoni

Edmondo Rossoni (1884-8 de junio de 1965) fue un político fascista italiano.
Nacido en el seno de una familia trabajadora de Tresigallo, en una pequeña ciudad en la Provincia de Ferrara, Rossoni fue encarcelado en 1908 por sus actividades revolucionarias como sindicalista. Viajó de Italia a los Estados Unidos, y allí trabajó en organizaciones socialistas, antes de editar el periódico nacionalista “La Tribuna” —renombrado L'Italia Nostra—.
Decidido a fusionar el socialismo con el nacionalismo, Rossoni se unió al movimiento fascista de Benito Mussolini en 1921. Después de la Marcha sobre Roma, continuó sus actividades políticas, llegando a convertirse más tarde en el presidente del Gran Consejo Fascista desde 1932 hasta 1935.
Luego de su paso por el Gran Consejo, fue Ministro de Agricultura y Forestación de Italia desde 1935 hasta 1939. Dentro de sus potestades, ordenó la replaneación y la reconstrucción de su ciudad nativa Tresigallo, tratando de convertirla en una “nueva ciudad” de Italia.